# Uppsala Reggaefestival
Uppsala Reggae Festival är den största reggaefestivalen i Skandinavien. Festivalen inträffar varje sommar på badhuset Fyrishov i Uppsala och lockar reggaefans från hela norra Europa, liksom folk med ett allmänt musikintresse. Festivalen sticker även ut i och med dess familjefokus och blandade generationer. "Man ska kunna gå på festival med både sina barn och barnbarn", säger festivalens grundare Yared Tekeste.

## Historia

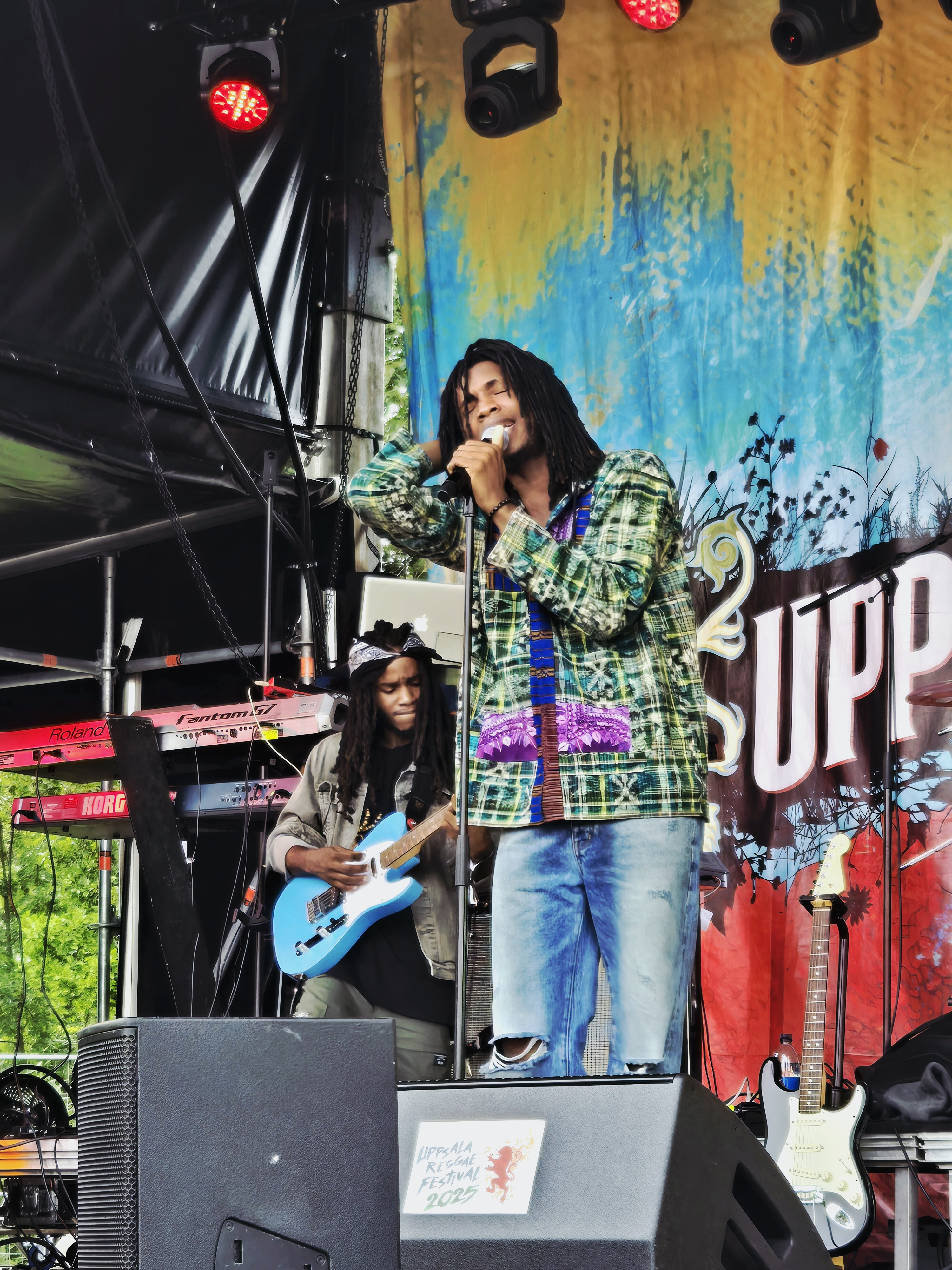
Jah Lil på Uppsala Reggaefestival 2025.

Det första året den anordnades som en riktig utomhusfestival var 2001. Namnet användes redan för en spelning 1995. Efter festivalen år 2001 fick Uppsala epitetet "Skandinaviens Reggaemecka" av TV4, eftersom festivalen då var den enda rena reggaefestivalen i hela Skandinavien. År 2003 tilldelades P4 Upplands Kulturpris till Uppsala Reggaefestival. Den fjärde Uppsala Reggae Festival kunde stoltsera med den största reggae-lineup som någonsin spelat i Norden. Både år 2004 och 2005 lockade festivalen omkring 10 000 besökare. Sedan 2006 har pensionärer gratis inträde.
Många av festivalens besökare passar också på att vallfärda till Uppsala domkyrka för att se ljuskronan som den etiopiske kejsaren Haile Selassie skänkt till domkyrkan år 1925. Inom religionen rastafari, som har en central roll inom reggae, är Haile Selassie den utlovade messias och en inkarnation av Gud. Haile Selassie besökte domkyrkan år 1924 innan han var kejsare och gick under titeln Ras Tafari Makonnen, och han blev väldigt förtjust i den. Ras Tafari ville besöka Sverige ”av tacksamhet mot evangeliets budbärare och deras utmärkta skolarbete”.
Åren 2012 och 2013 anordnades festivalen i nöjesparken Furuviksparken utanför Gävle, och kallades då Furuvik Reggae Festival. Inför sommaren 2014 meddelade Furuviksparken att reggaefestivalen skulle läggas ned. Detta eftersom festivalen fick för få besökare för att gå runt ekonomiskt. År 2017 återupplivades festivalen återigen i Uppsala.
År 2022 fick grundarna och paret Adiam Kubrom och Yared Tekeste hedersstipendium av Uppsala kommun, med motiveringen: "Med värme och generositet är Adiam Kubrom och Yared Tekeste uppskattade ambassadörer för Uppsala och musikgenren reggae, ständigt måna om att utveckla evenemanget till en trygg och spännande mötesplats för såväl gammal som ung. Adiam Kubrom och Yared Tekeste har varit betydelsefulla, uthålliga förebilder och har under 25 år varit en viktig kraft i Uppsalas kulturliv."
Samma år var debatten om kulturell appropriering särskilt aktuellt. Det schweiziska bandet Lauwarm avbröt deras konsert efter att ha anklagats för kulturell appropriering. Kritiken avser att några av bandets vita medlemmar bär dreadlocks och spelar jamaicansk musik, utan erfarenheten av kolonialism och rasism. Grundaren Yared Tekeste kommenterade detta: "Det var det dummaste jag har hört. Vadå kulturell appropriering? Jag har många vita vänner här på festivalen med dreadlocks som älskar reggae kanske mer än mig. Det där kändes bara som ett töntigt beslut. Det kommer inte ske här. Här får alla vara som de är."

## Uppsalasoundet
Uppsala Reggae Festival har också influerat staden och gett den en organisk reggae-prägel. Artister som Labyrint, Dani M, Amsie Brown och LöstFolk har definierat Uppsalas eget sound - hiphopbeat med tydliga reggaeinfluenser. Rapparen Aki förklarar att Uppsala alltid har varit en reggaestad och att den frodades särskilt mycket i  Gottsunda. "Gamla kassettband åkte alltid runt mellan olika personer. Alla lyssnade på reggae hela tiden. Så det blev ganska naturligt en del av vårt sound. Vi har varit jävligt bortskämda med att få världsartister till Uppsala." säger Aki. Moncho säger till och med att den typen av reggaeinfluerad hiphop är vad som satt Uppsalas hiphop på kartan.

## Akter per år
| År           | Besökare | Internationella akter | Nordiska akter |
| ------------ | -------- | --- | --- |
| 1995         | 1 800    | Baby Ninja, Beres Bassa, Culture, Dub Mystic Band, Rydim Killers | |
| 2001         | 1 800    | Black Uhuru, Sly and Robbie, Culture | Kalle Baah, Meditative Sounds, Natural Way |
| 2002         | 2 500    | Iqulah, Junior Kelly, Luciano, Red Rat | Chilly & Leafy, First Class Crew, Meditative Sounds, Natural Way |
| 2003         | 3 500    | Ambassador feat. Crocodile Crew, Ayshe + Mellofant & G Ruff, Barrington Levy, Crossfire + Tribulation Sounds, Desmond Foster, David Rodigan, Exodus Sound feat. Shagga & Junior Dan, Gentleman, King Solomon Sound, Max Romeo, Misty in Roots, Rantoboko, Sky Juice Sound, Tristes Tigres | Gusto, Internal Dread & Reggaeterians, Ital Skurk, Kingsfarm Guerilla, LionDub, Meditative Sounds, MJM Propaganda, Natural Way, Peps Persson, Posse 59, Roots Circus, Rootvälta, Svenska Akademien, Topaz Sound, Trinity Sound |
| 2004         | 4 800    | Alerta, Alpha Blondy, Anthony Cruz, Blood & Fire Sound, Bumbastik, Bushman, Chuck Fenda, Chukki Starr, Daweh Congo, Dubwise, Grass Roots Band, Iskariots, Joseph Beckford, KBC feat. Michael Night, Kenny Knots, King Fari Band, King Shiloh, King Tubbys, Lady G, Mighty Diamonds, Natural Black, Richie Spice, Sheya Mission, Stone Love, U Brown | Format & Storsien, Jaqee, Kung Henry & DJ Lo Kut, Kingston Airforce, Komposti Crew, Kung Kodum, Laleh, Livelihood, Meditative Sound, Million Vibes & Famous, Moder Jords Massiva, P Danielsa & Makreka, Papa Dee, Promoe, Scientific Feet, Simba Ngoma, Soul Captain Band, Svenska Akademien, Topaz Sound |
| 2005         | 8 000    | African Child, Anthony B, Capleton, Chezidek, Cocoa Tea, Fi Real Reggae Allstars, Fusion Sound System, Gentleman & Far East Band, The Gladiators, Gumption Band, Ingel Chanta, Jah Mason, Jah Thunda, Jah Youth Sounds, Julian Marley & Uprising Band, K-oss, Lutan Fyah, Nazarenes, Prophecy Band, Roots Disciples, Silly Walks Movement, Soundclash SM, Steel Pulse, Tanya Stephens, Turbulence | Afasi & Filthy, Alladin & Donny Dread, Bröder Glöder, CosM.I.C, Dag Vag, DJ Large, DJ Will Rock, Dubadown, Kultiration, Kung Kodum, Labyrint Collective, Meditative Sounds, Organism 12, Roots Circus, Uppsala Allstars |
| 2006         | 14 000   | Classique Sound, The Congos, Culture, Dawn Penn, Desmond Dekker tribute featuring The Aces & Ambelique & Delroy Williams & more, DJ Mat, Don Carlos, Fantan Mojah, Germaican Roadshow featuring Pionear & Ill Inspecta, Groundation, Iration Steppas, Israel Vibration, Jah Mali, Kashu Man, Lukie D, Mekka, Mr Perfect, Morgan Heritage, One Love Hi Pawa, Roots Disciples, Seeed, Sister Carol, Sizzla, Sona, Super Four & Chuckie Banton, Tasja & Chin, Trojan Sound System featuring Top Cat | Afro Kören, AQueen Showcase featuring Ayesha, Bredda Daniel & ECU, Governor Andy, Internal Dread & The Reggaeterians, Ital Skurk, Junior Erik, Kalle Baah, Kapten Röd, Lady V & LindaP, Livelihood, Meditative Sounds featuring Ras Peter, The Return Of Radio Västindien featuring Thomas Gylling, Roots Alliance, RubADub Sunday Crew - Copenhagen, Sound Killa, Storsien & Abdi Shakur, Svenska Akademien, Topaz Sound, Äkta Bra Sound featuring Format, Äkta Kärlek, Urban Tribe |
| 2007         | 23 000   | Admiral Bailey & Bush Fire Sound, Anthony B, Bamma B, Bunny Wailer & The Solomonic Reggaestra, Buju Banton, Capleton & The Prophecy Band, DJ Mat, Dele, Earl Sixteen, ECU, Gentleman & The Far East Band, Gibril Jobe, Gyptian, Iqulah & The Gideon Nyahbinghi Force, Iration Steppas, King Shiloh, Lancy Rankin, Little Bim & Leiutenant Bam, LUST (Lukie D, Thrilla U, Singing Melody & Tony Curtis), Lutan Fyah, Midnite, Natasja & Chin, Natural Black, Nazarenes, Prestige, Rami Yacoub, Soldiers of Jah Army, Soundclash SM, Sud Sound System, Gumption Band, Yellowman & The Sagittarius Band | Daniel Asher & Jah Covenant Band, Format, Junior Natural, Kapten Röd & Majorerna, Kollektiv Kanalisering Feat. Abdishakur, Kultiration, Kung Henry, Meditative Sounds feat. Ras Peter, Million Stylez, Oskar Franzén, P-Danjelsa, Roots Circus, Roots Harmonics, Slag Från Hjärtat, Slummer & Storsien, Soundkilla Family, USCB Allstars |
| 2008         | 17 000   | Alborosie, Beenie Man, Burning Spear, Burro Banton, Cali P & Roots Harmonics, Chezidek, Daddy Rings, Dean Fraser, Derrick Morgan, Duane Stephenson, Dubtonics feat Kamau, Groundation, Irie Love, Jah Shaka, Junior Reid, King Fari Band, Lee Perry & Adrian Sherwood, Luciano & Jah Messenger Band, Lymie Murray, Massive B, Morgan Heritage, Natty King, One Love Hi Pawa, Queen Ifrika, Ranking Joe, Richie Spice, Sean Paul, Tarrus & Jimmy Riley, Twinkle Brothers | Chords, Diego Jah & Rebel Youth Band, Driz & The Alarms, Dub Tribulation Sound System, Glesbygd'n, Papa Dee, Junior Natural, Roots Defenders |
| 2009         |          | Alpha Blondy & Solar System, Busy Signal, Collie Buddz & The New Kingston Band, David Rodigan, Don Carlos & The Dub Vision Band, The Heptones, Inna Yard All Stars, Junior Kelly, King Jammy’s Super Power, Komposti Sound, Ky-Mani Marley, Lutan Fyah, Nazarenes, Rootz Underground, Third World, T.O.K, Ziggi Recado & The Rennaissance Band, Zumbas | Bring Down The Beat, Etana, Governor Andy, Format & Storsien, Hailee Araya, Hoffmaestro & Chraa, Jaqee, Junior Natural & Solomon Allstars, Internal Dread & His Friends?, Kultiration, Meditative Sound, Safari Sound, Roots Circus, Rootvälta, Svenska Akademien, Syster Sol |
| 2010         |          | Abyssinians, Alborosie & The Shengen Clan, Anthony B, Bunny Wailer, Busy Signal, Channel One Sound System feat. Mickey Dread & Ras Kayleb, Gentleman & The Evolution, I Mosa , Jah Cure, Mavado, Midnite, Misty In Roots, Peetah Morgan & Gramps Morgan , Roots By Nature , Stone Love | Kalle Baah, Kapten Röd, Labyrint, Meditative Sounds feat. Kenny Knots, Million Stylez, Natural Way, Robert Athill, Slag Från Hjärtat, SKAnsen, Serengeti |
| 2011         |          | Bush Chemist, Don Corleone, Elephant Man, Gyptian, The Heptones, Jah Rock Family, Jah Sun, Joey Fever, Johnny Clarke, Ken Boothe, King General, Mr. Vegas, Norris Man, Pressure, Protoje, Qique Neira, Queen Ifrica, Richie Spice, Roman Virgo, Tony Rebel, Toots & The Maytals | Format, Jahvisst, Junior Natural, Kapten Röd, Serengeti, Ska-N-Ska, Solomon Allstars, Twang System |
| 2012         |          | Alborosie & The Shengen Clan, Barrington Levy, El Tunche Soundsystem, Ikaya, Morgan Heritage, Red Fox, Shaggy, T.O.K, Tanya Stephens, Tarrus Riley | André Zuniga, Cool Pans Steelband, Damn!, DJ Patuu, Enough Dance Crew, Junior Natural, Kalle Baah, King Solomon Hi Fi Allstars, Labyrint, LionDub, Markandeya Collective, Mike Yangstar and Nuh linga, Panetoz, Partiet, Radical Rythm Revue, Sanjin & Youthman, SKAnsen, Syster Sol, Thomas Gylling & Mosquito, Timbuktu |
| 2013         |          | Capleton, Cecile, Dubblestadart, Elephand Man, The Evolution Band, Exco Levi, Gentleman, Groundation, The Indiggnation Band, Inner Circle, Israel Vibration, Julian Marley, Kuzi Kuz, Marcia Griffith, Protoje, Richie Campbell, Silly Walks Discotheque, U-Roy | Carlito, Dani M, Papa Dee, Diego Jah, Governor Andy, Helt Off, Junior Natural, LöstFolk, The Salazar Brothers, Stor |
| 2017         |          | Assassin, Addis Pablo, Chevaughn, Chronixx, Color T, Dan Corn, David Judah, Don Carlos, Duane Stephenson, Isaiah Mentor, Jesse Royal, Mackeehan, Nattali Rize, Nazarenes, Raging Fyah, Ras Takura, Roots by Nature, Xana Romeo | Aurelia Dey, Dan Corn, Dani M, Essa Cham, Junior Natural, Kalle Baah, Kapten Röd, Ken Ring, Labyrint, LöstFolk, Ward |
| 2018         |          | Alborosie, Bitty McLean, Iba Mahr, Jah 9, Jimmy Cliff, Konshens, Lila Iké, Micah Shemaiah, Protoje, Samory I, Sevana, Sly & Robbie, Spiritual, Tarrus Riley, Yaadcore | Diego Jah, First Light, Junior Natural, Kaliffa, Papa Dee, Ska'N'Ska, Stina Velocette, Twang System |
| 2019         |          | Alpha Blondy, Anthony B, Dub Inc, Horace Andy, I Grade Dub feat. Tippy & Nazarenes, Jahbar I, Jahmiel, Johnny Osbourne, Junior Kelly, Naomi Cowan, Spice, Stonebwoy, Töme | Dani M, Kalle Baah, Natural Rockers, Natural Way, Prodiga |
| 2020 (covid) |          | Livestream från Kingston, Jamaica Chevaughn, Chezidek, DJ Denvo, DJ Naz & CD Master, Duane Stephenson, Earthkry, Jesse Royal, Kabaka Pyramid, Kim Ashe, Kumar, Lukie D, Lutan Fyah, Mackeehan, Mortimer, Micah Shemaiah, Ras-I, Rory Stonelove, Runkus, Samory I, Sherieta, Voicemail, Xana Romeo, Zhayna France | |
| 2021 (covid) |          | Livestream från Kingston, Jamaica Anthony B, Big Youth, Richie Spice, Josey Wales, Alaine, Hempress Sativa, Asadenaki, Harry J Allastars | Daniella Torres, Desmond Foster, First Light, Million Stylez, Jonas Levi, Junior Natural, Leafy, Marx Gallo, Papa Dee, Soundkilla |
| 2022         |          | BNXN fka Buju, Etana, Gentleman, Hempress Sativa, Konshens, Kranium, Max Romeo, Micah Shemaiah, Morgan Heritage, Mortimer, Pressure Busspipe, Stonebwoy, Zhayna | Anthony Sky, Etzia, First Light, LöstFolk, Million Stylez, Skaburbian, Sugarcane, Syster Sol |
| 2023         |          | Admiral Tibet, Alborosie, Duane Stephenson, Jaz Elise, Johnny Osbourne, Kabaka Pyramid, Lila Iké, Seun Kuti, Inner Circle, Yemi Alade | Angelica Mava, Blen, Daniella Torres, Dynamq, Natural Rockers, Natural Way |
| 2024         |          | Blvck H3ro, Busy Signal, Burning Spear, Irie Souljah, Julian Marley & the Uprising, Marcus Gad, Reemah, Romain Virgo, T.O.K. | Jacco, Jahvibe, Moncho |
| 2025         |          | Anthony B, Don Carlos, Geo, Jah Lil, Kaylan Arnold, Khalia, Ky-Mani Marley, Marcia Griffiths, Morgan Heritage, Mortimer, Protoje, Teejay, Queen Omega, Rik Jam & Dalwayne | Angelica Mava, Kalle Baah, Labyrint |